# Ibn Hubayx
Abu-l-Qàssim Abd-ar-Rahman ibn Muhàmmad ibn Abd-Al·lah ibn Yússuf ibn Abi-Issa al-Ansarí al-Mursí (en àrab Abu l-Qāsim ʿAbd ar-Raḥmān b. Muḥammad b. ʿAbd Allāh b. Yūsuf b. Abī ʿĪsā al-Anṣārī al-Mursī), més conegut com a Ibn Hubayx (en àrab Ibn Ḥubayx) (Almeria 1110-Múrcia 1188), fou un historiador andalusí que va tenir diversos càrrecs a Almeria, Alzira i Múrcia.
La seva obra principal és el Kitab al-ghazawat (o Kitab al-maghazi), Llibre de les expedicions, que tracta de les incursions fetes al segle vii pels primers califes.